# Filipe La Féria
Luís Filipe Valente La Féria Orta ComIH • GOM (Aldeia Nova de São Bento (hoje Vila Nova de São Bento), Serpa,  17 de maio de 1945), que usa o nome artístico de Filipe La Féria, é um encenador e dramaturgo português, responsável pela revitalização do teatro ligeiro português.

## Biografia
Proveniente de uma família de lavradores e ganadeiros abastados, é o mais novo de seis filhos e filhas de Luís de La Féria de Assis e Orta (Serpa, Aldeia Nova de São Bento (hoje Vila Nova de São Bento), 14 de fevereiro de 1913 - Lisboa, 28 de novembro de 1977), filho unigénito de Francisco de Assis e Brito de Orta (Serpa, Aldeia Nova de São Bento, c. 1876 - Serpa, Aldeia Nova de São Bento, 14 de janeiro de 1919) e de sua mulher Dolores da Conceição de La Féria, e cujo avô paterno e cujo avô materno eram Espanhóis, primo-irmão de Ramón La Féria, sobrinho materno de Ramón Nonato de La Féria e sobrinho-bisneto do 1.º Visconde de Orta, Senhor do Solar e Herdade da Abóboda e anexas e das Herdades dos Outeiros e Tagarrosa, da Casa dos Palhas e da Casa do Rocio, em Aldeia Nova de São Bento, e de sua mulher (Serpa, Vila Verde de Ficalho, 29 de outubro de 1934) Maria Janeiro Valente (Serpa, Vila Verde de Ficalho, 4 de maio de 1911 - 17 de maio de 1976), Senhora das Herdades do Alto da Ferradura, Barreira Branca, Monte do Velho e Jarrões.
Por volta dos 18 anos, mudou-se de Serpa para Lisboa. Matriculado na Faculdade de Letras da Universidade de Lisboa, depressa deixou esses estudos para ingressar na Escola de Teatro do Conservatório Nacional. 
Em 1963, estreava-se como ator, na Companhia Rey Colaço-Robles Monteiro, sedeada no Teatro Nacional D. Maria II e dirigida por Amélia Rey Colaço. Seguiu-se a participação em peças do Teatro Estúdio de Lisboa, do Teatro Experimental de Cascais, da Casa da Comédia e do Teatro da Cornucópia. Foi ator durante 12 anos. 
Foi assistente de encenação de Victor Garcia, em As Criadas de Jean Genet, no Teatro Experimental de Cascais. A seguir, graças a uma bolsa da Fundação Calouste Gulbenkian, fixou-se em Londres, onde obteve um diploma em Encenação.
Ao regressar de Londres, irá assumir durante 16 anos consecutivos a direção da Casa da Comédia. Nesta companhia, dirigiu, entre outros, os espetáculos Faz tudo, faz tudo, faz tudo!, A paixão segundo Pier Paolo Pasolini, A marquesa de Sade, Eva Péron, Savanah bay, A bela portuguesa, Electra ou a queda das máscaras, Noites de anto ou A ilha do oriente. Entre os autores que adaptou contam-se Marguerite Yourcenar, Marguerite Duras, Yukio Mishima, Agustina Bessa-Luís e Mário Cláudio.
Em 1990, escreve e encena What happened to Madalena Iglésias e aceita o convite de apresentar a peça da sua autoria Passa por Mim no Rossio, no Teatro Nacional D. Maria II. De seguida encena As Fúrias, de Agustina Bessa-Luís, também no D. Maria II. Em Bruxelas, dirige o espetáculo inaugural da Europália (1991), e em Sevilha o Dia de Portugal na Expo 92.
Para a televisão produziu, encenou, adaptou e dirigiu: de sua autoria Grande Noite, Cabaret, Todos ao Palco, Saudades do Futuro e Comédias de Ouro. Nesses programas, todos transmitidos na RTP1, revelou autores como Dario Fo, Oscar Wilde, Peter Schaffer ou Georges Feydeau; com tradução sua destacam-se: A importância de se chamar Ernesto, de Oscar Wilde; Não se paga, não se paga, de Dario Fo; Paris Hotel, de Georges Feydou, e Espelho de duas faces, de Arthur Miller.
Em 2000, escreveu e encenou o músical Amália, que esteve durante seis anos em cena e ultrapassou os 16 milhões de espetadores. Tendo-se seguido, em 2001, A Casa do Lago, de Ernest Thompson, com Eunice Muñoz e Ruy de Carvalho, sendo que, em 2002, encena o musical de Alan Jay Lerner e Frederick Loewe, My Fair Lady, a partir da obra de George Bernard Shaw, num espetáculo galardoado com o Globo de Ouro para Melhor espetáculo do Ano. 
Segue-se a A Rainha do Ferro Velho, de Garson Kanin, em 2004. Em 2006, apresentou A Canção de Lisboa, adaptado do filme de Cottinelli Telmo, O Principezinho, de Saint-Exupéry e, em 2007, Música no Coração. Em 2007, estreou, também, Jesus Cristo Superstar, primeira produção no Teatro Rivoli depois de a sua empresa ter vencido o concurso de concessão da exploração daquele espaço. 
Em 2007, concebeu a gala Campo Pequeno de novo em grande, emitido pela RTP1, para celebrar a reinauguração da Praça de Touros do Campo Pequeno, após a sua reabilitação; e a Gala das 7 Maravilhas, com transmissão em direto para a TVI, também a partir da arena do Campo Pequeno, destinando-se essa cerimónia à eleição das sete maravilhas do mundo de 2007, em Lisboa.
É, inclusive, autor de todas as canções dos programas de televisão "Grande Noite", "Cabaret", "Todos ao Palco", "O Sonho do Cinema", incluindo as próprias canções dos musicais "Cabaret", "Godspel", "Aplauso", "Porgy and Bessy", "Mame", "Oklahoma" e "Carossel".
Como empresário, reconstruiu o Teatro Politeama onde estreou, com texto seu, Maldita Cocaína, Jasmim ou o sonho do cinema, De Afonso Henriques a Mário Soares, Godspell Maria Callas, de Terrence McNally e Rosa Tatuada, de Tennessee Williams.
Em 2008, estreia as peças "West Side Story", "A Estrela" e "Um Violino no Telhado". Sendo que, em 2009, apresenta o musical "Piaf" e as peças "A Gaiola das Loucas" e "O Feiticeiro de Oz". Em 2011, estreia as peças "Fado: História de um povo", "A flor do cacto" e "O Melhor de La Féria".
Já em 2012, estreia Judy Garland - O Fim do Arco-Íris, tendo sido esta peça considerada a sua melhor peça e atingido mais de 25 mil espetadores em menos de 2 meses, e Uma Noite em Casa de Amália.
Na rádio, fez traduções para peças e folhetins radiofónicos, tendo sido responsável pelo programa “O Prazer do Teatro”, que incluiu várias traduções de dramaturgos mundiais.

### Obras
- Passa por mim no Rossio no Teatro Nacional D. Maria II
- Maldita Cocaína que estreia no Teatro Politeama
- Jasmim ou o Sonho do Cinema
- De Afonso Henriques a Mário Soares
- Amália, que estreia no Teatro Politeama
- Godspell
- Maria Callas
- Pierrot e Arlequim
- Rosa Tatuada
- Casa da Saudade, série da RTP (2000)
- A Casa do Lago, de Ernest Thompson com Eunice Muñoz e Ruy de Carvalho (2000)
- A Minha Tia e Eu (2002)
- My Fair Lady (Minha Linda Senhora), adaptado de George Bernard Shaw (2003)
- A Rainha do Ferro Velho, de Garçon Kanin (2004)
- A Menina do Mar, de Sophia de Mello Breyner (2005)
- Alice no País das Maravilhas, de Lewis Carroll (2005)
- A Canção de Lisboa, baseado no filme de Cottinelli Telmo (2005)
- O Principezinho, a partir de Saint-Exupéry (2007)
- Música no Coração (2007)
- Jesus Cristo Superstar (2007), primeira produção no Teatro Rivoli
- West Side Story (musical) (2008)
- A Estrela (2008)
- Um Violino no Telhado (2008)
- Piaf (2009)
- A Gaiola das Loucas (2009)
- O Feiticeiro de Oz (2009)
- Fado: História de um povo (2010-2011)
- O Sítio do Picapau Amarelo (2010)
- A flor do cacto (2011), no Teatro Politeama
- Pinóquio (2011-2012)
- Judy Garland - O Fim do Arco-Íris (2012)
- Uma Noite em Casa de Amália (2012)
- Peter Pan (Lisboa)
- Grande Revista à Portuguesa (2013)
- Robin Dos Bosques (2013)
- Peter Pan ( Porto )
- O Melhor de La Féria ( Porto )
- Portugal à Gargalhada (2014)
- A Noite das Mil Estrelas (2015) - Casino Estoril
- República das Bananas (2015)
- Tarzan - O Musical (2015)
- O Musical da Minha Vida (2016) - Casino Estoril
- As Árvores Morrem de Pé (2016)
- A Pequena Sereia (2016-2017)
- Amália O Musical (2017)
- "A Volta Ao Mundo em 80 Minutos" (2017) - Casino Estoril
- "A Comédia Fantástica" (2017)
- "Aladino - O Musical Genial" (2017)
- "Eu Saio na Próxima, e Você!?" (2018)
- "Rapunzel - O Musical" (2018)
- "Severa - O Musical" (2019)
- "A Rainha da Neve - O Musical Para Toda A Família" (2019)
- "Enquanto Houver Santo António" (2020)
- "Espero por ti no Politeama" (2021)
- "Rapunzel o Musical" (2021-22)
- "Espero por ti na Figueira da Foz" (2021)
- "A pequena Sereia" (2022)
- "Mulheres à Beira de um ataque de Nervos" (2023)
- "Cinderela o Musical" (2023-24)
- "Revista é Sempre Revista" (2023)
- "Laura o Musical" (2024)
- "A Bela e o Monstro" (2024-25)
- "Laura o Musical" (Porto) (2025)

### Prémios
Foi galardoado com o Prémio Arco-íris 2010, da Associação ILGA Portugal, pelo seu contributo, com a encenação de A Gaiola das Loucas, na luta contra a discriminação e a homofobia.
No décimo aniversário do 25 de abril de 1974, a Associação Portuguesa de Críticos de Teatro premiou-o como Personalidade do Ano.
Foi agraciado, pelo Presidente Mário Soares, com o grau de Comendador da Ordem do Infante D. Henrique a 10 de junho de 1992, e com o Prémio Personalidade do Ano, na categoria de Teatro, nos Globos de Ouro, em 2000. Recebeu outros Globos de Ouro, em 2007, como Melhor Encenador, e pela produção de Melhor espetáculo, em 2008, com as peças Música no Coração e West Side Story. 
A 17 de janeiro de 2006, foi condecorado pelo Presidente Jorge Sampaio com o grau de Grande-Oficial da Ordem do Mérito. Em 2007, recebeu a Medalha de Ouro da Cidade de Lisboa.